# Šatorovići (Republika Serbska)
Šatorovići (cyr. Шаторовићи) – wieś w Bośni i Hercegowinie, w Republice Serbskiej, w gminie Rogatica. W 2013 roku liczyła 7 mieszkańców.